# Andrea Balestri
Andrea Balestri (* 1. September 1963 in Pisa) ist ein ehemaliger italienischer Kinderschauspieler, der in der Titelrolle des mehrteiligen Fernsehfilms Pinocchio in den 1970er Jahren größere Bekanntheit erlangte.

## Leben
Balestri wurde in einem Casting für die Titelrolle des mehrteiligen Fernsehfilms Pinocchio im Jahre 1972 ausgewählt, worauf eine kurze weitere Karriere in drei Kinofilmen folgte. In den Jahren 1972 und 1973 erschienen auch 3 Singles, die Balestri einsang. Nach seinem Schulabschluss ließ er sich für die italienische Luftwaffe  im Fallschirmbataillon Folgore verpflichten und arbeitete danach u. a. als Bauarbeiter, Taxifahrer und in einem Supermarkt.
2000 spielte er in der Komödie Faccia di Picasso sich selbst. 2008 veröffentlichte Balestri das Buch „Io, il Pinocchio di Comencini“, eine Hommage an den Regisseur seines großen Erfolges. Im Jahr darauf entstand ein Dokumentarfilm über Comencinis Pinocchio mit Balestri.

## Filmografie
- 1972: Pinocchio (Le avventure di Pinocchio) (Fernseh-Miniserie)
- 1972: Der Sizilianer (Torino nera)
- 1973: Little Kid und seine kesse Bande (Kid il monello del West)
- 1975: Furia nera
- 1997: Quelli che… il calcio (Fernsehshow, 1 Folge)
- 2000: Faccia di Picasso
- 2004: Il sogno ha ucciso il domani (Kurzfilm)
- 2007: Circus (Kurzfilm)
- 2008: All Human Rights for All
- 2009: Le avventure di Pinocchio - Il documentario (auch Vorlage) (Dokumentarfilm)
- 2010: L'inSegna-Libro (Kurzfilm)
- 2013: Radio Audience (Kurzfilm)
- 2013: Al Bed & Breakfast (Fernsehserie)
- 2014: Protagonisti per sempre (Dokumentarfilm)
- 2015: Sogni smontati (The Swedish Dream) (Kurzfilm)
- 2016: Nel buio (Kurzfilm)
- 2016–2020: In cucina con Pinocchio (auch Vorlage & Co-Regie) (Dokumentarserie)